# Observatori de Jodrell Bank
L'Observatori de Jodrell Bank (de l'anglès Jodrell Bank Observatory, originalment el Jodrell Bank Experimental Station, llavors Nuffield Radio Astronomy Laboratories de 1966 a 1999; /ˈdʒɒdrəl/) és un observatori astronòmic britànic que hostatja un seguit de radiotelescopis, i és part del Jodrell Bank Centre for Astrophysics a la Universitat de Manchester. L'observatori va ser establert el 1945 per Sir Bernard Lovell, uns astrònom de ràdio a la Universitat de Manchester que volia investigar raigs còsmics després del seu treball en radars durant la Segona Guerra Mundial. Des de llavors, ha tingut un paper important en la investigació de meteors, quàsars, púlsars, màsers i ones gravitatòries, i va estar molt involucrat amb el seguiment de les sondes espacials a l'inici de l'Era espacial. El director gerent de l'observatori és el Professor Simon Garrington.
El telescopi principal de l'observatori és el Telescopi Lovell, el tercer radiotelescopi dirigible més gran al món. Hi ha altres tres telescopis actius ubicats a l'observatori; el Mark II, com també altres radiotelescopis de 13 i 7 m de diàmetre. L'Observatori de Jodrell Bank també és la base de la Multi-Element Radio Linked Interferometer Network (MERLIN), una xarxa nacional dirigida per la Universitat de Manchester en nom de la Science and Technology Facilities Council.
El lloc de l'observatori, que inclou el Jodrell Bank Visitor Centre i un arborètum, es troba en la parròquia civil de Lower Withington (la resta forma part de la parròquia civil de Goostrey), prop de Goostrey i Holmes Chapel, Cheshire, Nord-oest d'Anglaterra. S'arriba per carretera des de l'A535. El telescopi pot ser vist en viatjar en tren, ja que la línia Crewe a Manchester passa just pel lloc, amb l'estació de Goostrey a poca distància.

### Articles periodístics
- Palmer, H. P.; B. Rowson «The Jodrell Bank Mark III Radio Telescope». Nature, 217, 5123, 1968, pàg. 21–22. Bibcode: 1968Natur.217...21P. DOI: 10.1038/217021a0.